# Мелогора
Мелогора — деревня в Мезенском районе Архангельской области Российской Федерации. Входит в состав Целегорского сельского поселения.

## География
Мелогора расположена на юге Мезенского района, на правом берегу реки Мезень, недалеко от границы с Лешуконским районом. Ниже Мелогоры, за рекой Верхняя Пелга, расположена Целегора, а также деревни Черсово (нежил.) и Погорелец. Выше по течению на левом берегу Мезени находится деревня Азаполье.

## История
Первое упоминание — в 1619 году, как урочище, к 1710 году урочище стало деревней. По данным 1623 года, в Мелогоре было восемь дворов, во владении которых было «двенадцать четей пашни в поле, да в дву потому ж, сена в наволоке и с отхожими сто пятьдесят копён, да сто слопцов птичьих». Из-за недостатка пахотной и сенокосной земли деревня никогда не была многочисленной — в 1646 году в Мелогоре оставалось жилыми только два двора. К 1648 году в Мелогоре вновь было 9 дворов, а к началу 1710 года — 18 дворов, и население составило 88 человек обоего пола (42 муж. и 46 жен.). В 1785 году было 9 дворов и 15 мужчин, платящих подати. Высевалось 10 мер ржи, 79 мер ячменя, 2430 копён сена заготавливалось для содержания 15 коров, 8 быков, 29 овец и 18 лошадей. К 1837 году деревня насчитывала 16 домов и содержала 41 десятину пашни и 97 десятин сенокоса. В крестьянских хозяйствах — 90 голов крупного рогатого скота, 50 лошадей, 75 овец. К 1888 году в деревне было 20 дворов. Деревня всегда была в составе Азапольского прихода и Азапольской волости. С 2006 года — в Целегорском сельском поселении.

## Население
| 2002 | 2010 | 2012 |
| ---- | ---- | ---- |
| 115  | ↘66  | ↘53  |

Население деревни, по данным Всероссийской переписи населения 2010 года, составляет 66 человек. В 2009 году в Мелогоре числилось 112 человек. К 1837 году деревня насчитывала 102 человека. К 1888 году в деревне было 162 человека.

## Интересные факты
Амбар из Мелогоры был перевезён в экспозицию государственного музея деревянного зодчества Русского Севера «Малые Корелы».

### Карты
- [mapq38.narod.ru/map1/index103.html Топографическая карта Q-38-103,104. Юрома]
- Мелогора на карте Wikimapia
- Мелогора. Публичная кадастровая карта. Архивировано из оригинала 5 марта 2016 года.